# Julija Lipnickaja
Julija Vjačeslavovna Lipnickaja (in russo Юлия Вячеславовна Липницкая?; Ekaterinburg, 5 giugno 1998) è un'ex pattinatrice artistica su ghiaccio russa.
Il 17 gennaio 2014 ha vinto la medaglia d'oro ai Campionati europei di Budapest, a 15 anni, 7 mesi e 12 giorni di età, diventando così la più giovane campionessa europea della storia.
Ha inoltre vinto la medaglia d'argento ai campionati mondiali 2014.

## Carriera
Cresciuta ad Ekaterinburg, inizia a pattinare all'età di quattro anni. Nel 2009, per proseguire la carriera sportiva, si trasferisce con la madre a Mosca e diventa allieva di Ėteri Tutberidze.
Si ritira nel 2017 dopo aver annunciato di volersi curare dall'anoressia.

## Risultati sportivi

### Stagione 2009-2010
Nella stagione 2009-2010 Julia è arrivata quinta nel campionato russo junior e nella stagione successiva è arrivata quarta nel campionato senior.

### Stagione 2011-2012
Nella stagione 2011-2012 Julia ha raggiunto l'età per cui l'ISU permette di partecipare a competizioni internazionali nella categoria juniores. Ha debuttato nella tappa polacca del Grand Prix Junior vincendola e vincendo successivamente anche la tappa italiana. Nella finale che si tenne in Canada Julia ha ottenuto i punteggi più alti sia nel programma corto che in quello libero staccando di ben 17 punti la seconda classificata.
Nella stagione 2011-2012 dopo aver ottenuto il terzo programma corto riesce a rimontare e a conquistare l'argento nel campionato nazionale, ai primi di febbraio 2012 ha vinto il Campionato Junior.
Nel marzo 2012, ai Campionati del Mondo Junior, Julia ha vinto la medaglia d'oro battendo di 15 punti Gracie Gold (vincitrice
del campionato nazionale junior negli Stati Uniti).
In tutte le competizioni internazionali della stagione 2011-2012 in cui ha partecipato Julia ha ottenuto solo primi posti.

### Stagione 2013-2014: le Olimpiadi
Vincitrice di Skate Canada e della Rostelecom Cup nel 2013, Julija ha poi conquistato la medaglia d'argento nella finale del Grand Prix 2013 preceduta da Mao Asada.
Nel Campionato Europeo 2014 svoltosi a Budapest ha ottenuto la medaglia d'oro diventando a soli 15 anni la più giovane vincitrice di questa competizione e con il punteggio totale e del programma libero più alto.
A partire dal gennaio 2014 ha conquistato il terzo posto nella classifica International Skating Union (ISU) scendendo al quarto dopo i giochi olimpici di Sochi.
Alle Olimpiadi di Soči 2014 ha conquistato la medaglia d'oro nella gara a squadre. Nella gara individuale si classifica invece quinta. Ai Campionati mondiali di pattinaggio di figura 2014 a Saitama vince l'argento dietro a Mao Asada.

### Stagione 2014-2015
Julija viene selezionata per partecipare alla Coppa di Cina e al Trophée Eric Bombard. In Cina, è prima dopo il corto e quarta dopo il libero, vincendo l'argento dietro la connazionale Elizaveta Tuktamyševa. Non è presente alla cerimonia di premiazione, essendo tornata in hotel senza sapere l'orario della premiazione. Di conseguenza le verrà detratta una parte del denaro vinto. Vince l'argento anche in Francia, dietro a Elena Radionova, guadagnandosi l'accesso alla Finale del Grand Prix a Barcellona. Alla finale, è seconda dopo il programma corto, dietro a Tuktamyševa, ma commette più errori nel programma libero, classificandosi in totale quinta. Ai Nazionali Russi, è sesta dopo il corto e undicesima dopo il libero, classificandosi in totale nona. Non viene quindi selezionata né per gli Europei né per i Mondiali. Dopo aver parlato con la Federazione Russa, afferma che la stagione per lei si conclude lì e che userà quel tempo per recuperare e prepararsi per la stagione successiva.

### Stagione 2015-2016: il cambio di allenatore
A maggio incomincia a lavorare con Marina Zueva sui nuovi programmi per la stagione. Le vengono assegnati lo Skate America e il Trophée Eric Bombard.
Inizia la stagione vincendo un argento al Finlandia Trophy, dietro a Rika Hongo.
Allo Skate America è quinta dopo il corto e settima dopo il libero, classificandosi sesta in totale. In Francia è seconda dopo il programma corto, ma la competizione viene cancellata a causa degli attentati terroristici a Parigi. il 18 novembre 2015 annuncia di aver lasciato i suoi coach, Ėteri Tutberidze e Sergej Dudakov, e di aver incominciato ad allenarsi con Aleksej Urmanov, campione olimpico 1994. Ai Nazionali Russi, si classifica sesta, dietro alla campionessa olimpica Adelina Sotnikova. Grazie al suo piazzamento, è la seconda riserva per gli Europei. Prende parte alla Russian Cup Final, dove vince l'argento dietro ad Alëna Leonova e la federazione la sceglie come riserva per i Mondiali. Prende infine parte alla Cup of Tyrol, dove vince la medaglia d'oro, la prima in due anni.

### Stagione 2016-2017
Le vengono assegnati lo Skate America e la Rostelecom Cup. Incomincia la stagione all'Ondrej Nepela Trophy, dove vince l'argento dietro alla connazionale Marija Sotskova. Si ritira dallo Skate America a causa di un infortunio. In Russia, è terza dopo il programma corto, ma nel libero i problemi alla gamba le causano numerose difficoltà e la costringono a fermarsi a metà programma. Dopo aver discusso con i coach, riprende a pattinare, ma viene fortemente penalizzata e si piazzerà quindi in ultima posizione.
Poco prima dei nazionali, s'infortuna il fondoschiena e l'anca destra, ed è costretta a ritirarsi dalla competizione.

### Il ritiro
Il 28 agosto 2017, la madre di Julija annuncia che la figlia ha deciso di ritirarsi dalle competizioni ad aprile, dopo aver passato alcuni mesi in Germania per curarsi. Valentin Piseev, presidente onorario della federazione, afferma che erano già stati informati e che quindi l'annuncio non era stato una sorpresa.
Julija ha sofferto di anoressia, per la quale è stata curata a lungo in una clinica israeliana.
Tatiana Tarasova, celebre coach russa, afferma: "Julija è una stella. Alcune brillano a lungo, alcune brillano troppo e si spengono. Lei ha illuminato tutto. Voglio augurarle una vita meravigliosa, se la merità, è una ragazza molto brava, intelligente e gentile"
Attualmente allena alla scuola di pattinaggio Il'inych-Lipnickaja insieme a Elena Il'inych.

## Palmarès
Olimpiadi
- 1 medaglia:
  - 1 oro (gara a squadre a Soči 2014).

Mondiali
- 1 medaglia:
  - 1 argento (Saitama 2014).

Europei
- 1 medaglia:
  - 1 oro (Budapest 2014).

Mondiali juniores
- 2 medaglie:
  - 1 oro (Minsk 2012);
  - 1 argento (Milano 2013)

## Programmi
| Stagione  | Programma corto                                                                                            | Programma libero | Esibizione |
| --------- | --- | --- | --- |
| 2016-2017 | - Les feuilles mortes di Koala Liu coreografia di Stéphane Lambiel                                         | - Kill Bill soundtrack - "Twisted Nerve" di Bernard Herrmann - "Goodnight Moon" di Shivaree - "Ironside" (excerpt) di Quincy Jones - "Bang Bang (My Baby Shot Me Down)" di Nancy Sinatra - "Battle Without Honor or Humanity" di Tomoyasu Hotei coreografia di Alexei Urmanov, Olga Poverennaya | |
| 2015-2016 | - Can't Help Falling in Love - (You're the) Devil in Disguise di Elvis Presley coreografia di Marina Zueva | Leningrad di William Joseph coreografia di Marina Zueva | - Megapolis (In Russo: Мегаполис) di Bel Suono - Dance for you di Beyoncé                                                                 |
| 2014-2015 | Megapolis (In Russo: Мегаполис) di Bel Suono coreografia di Ilya Averbuch                                  | - A Time for Us (da Romeo e Giulietta) di Nino Rota - Mother's Journey (da Good Bye Lenin) di Yann Tiersen - Forbidden Love (da Romeo e Giulietta) di Abel Korzeniowski coreografia di Ilya Averbuch                                                                                            | It's Wonderful di Paolo Conte |
| 2013-2014 | You Don't Give Up On Love (In Russo: Не отрекаются любя) di Mark Minkov coreografia di Ilya Averbuch       | - Schindler's List di John Williams coreografia di Ilya Averbuch | - Je t'aime di Lara Fabian - Sabre Dance di Aram Khachaturian suonata al violino da Vanessa-Mae - Kill Bill Vol. 1 di RZA da Wu-Tang Clan |

## Record e successi

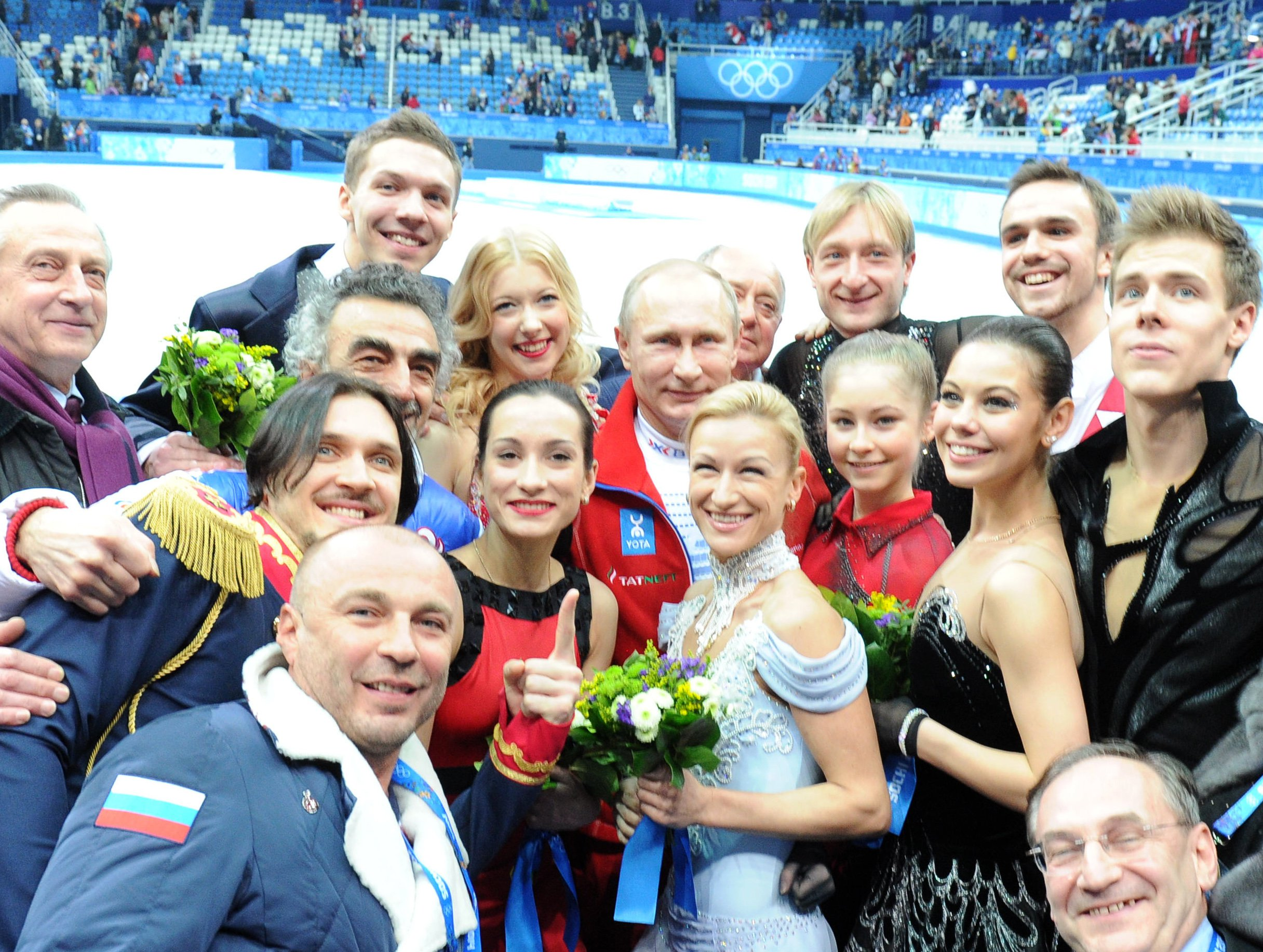
Julia Lipnitskaia e Vladimir Putin all'Iceberg Skating Palace (2014-02-09)

- La più giovane medaglia d'oro olimpica nel pattinaggio di figura a squadre.[9]
- La più giovane pattinatrice a vincere il titolo europeo.
- Prima donna russa a vincere l'oro in una gara a squadre[senza fonte]
- Prima pattinatrice russa a superare i 200 punti di totale.[10]
- Detentrice del record a livello junior nel sistema ISU per il punteggio totale (187.05 punti) e il libero più alto (123.96 punti). Record battuto da Elena Radionova nel 2016.[10]
- La prima quindicenne a stabilire un nuovo record di punteggio a livello europeo.[senza fonte]

## Risultati

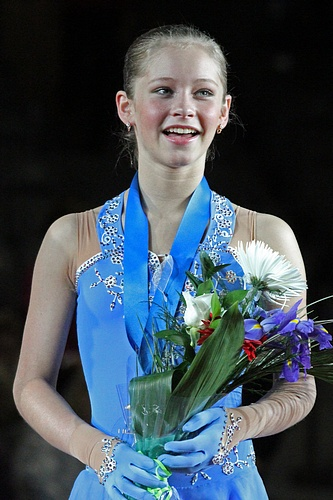
Julija Lipnickaja nel 2011.

| Risultati                                              | Risultati      | Risultati      | Risultati      | Risultati      | Risultati      | Risultati      | Risultati      | Risultati      |
| Internazionali                                         | Internazionali | Internazionali | Internazionali | Internazionali | Internazionali | Internazionali | Internazionali | Internazionali |
| Evento                                                 | 2009–10        | 2010–11        | 2011–12        | 2012–13        | 2013–14        | 2014-15        | 2015-16        | 2016-17        |
| ------------------------------------------------------ | -------------- | -------------- | -------------- | -------------- | -------------- | -------------- | -------------- | -------------- |
| Giochi olimpici invernali                              |                |                |                |                | 5º             |                |                |                |
| Mondiali                                               |                |                |                |                | 2º             |                |                |                |
| Europei                                                |                |                |                |                | 1º             |                |                |                |
| Finale del Grand Prix                                  |                |                |                | R              | 2º             | 5º             |                |                |
| GP Bompard                                             |                |                |                | 3º             |                | 2º             | 2º             |                |
| GP Cup of China                                        |                |                |                | 2º             |                | 2º             |                |                |
| GP Cup of Russia                                       |                |                |                |                | 1º             |                |                | 12°            |
| GP Skate Canada                                        |                |                |                |                | 1º             |                |                |                |
| GP Skate America                                       |                |                |                |                |                |                | 6°             | R              |
| CS Finlandia Trophy                                    |                |                |                |                |                |                | 2º             |                |
| CS Ondrej Nepela                                       |                |                |                |                |                |                |                | 2º             |
| Cup du Tyrol                                           |                |                |                |                |                |                | 1º             |                |
| Finlandia Trophy                                       |                |                |                | 1              | 1º             |                |                |                |
| Internazionali: Junior                                 |                |                |                |                |                |                |                |                |
| Mondiali Juniores                                      |                |                | 1º             | 2º             |                |                |                |                |
| Finale JGP                                             |                |                | 1º             |                |                |                |                |                |
| JGP Italia                                             |                |                | 1º             |                |                |                |                |                |
| JGP Polonia                                            |                |                | 1º             |                |                |                |                |                |
| Eventi in squadra                                      |                |                |                |                |                |                |                |                |
| Evento                                                 | 2009–10        | 2010–11        | 2011–12        | 2012–13        | 2013–14        | 2014-15        | 2015-16        | 2016-17        |
| Giochi olimpici invernali                              |                |                |                |                | 1ºP/1ºT        |                |                |                |
| Nazionali                                              |                |                |                |                |                |                |                |                |
| Evento                                                 | 2009–10        | 2010–11        | 2011–12        | 2012–13        | 2013–14        | 2014-15        | 2015-16        | 2016-17        |
| Campionati Russi                                       |                | 4º             | 2º             | R              | 2º             | 9º             | 7°             | R              |
| Campionati Russi Juniores                              | 5º             | R              | 1º             | 5º             |                |                |                |                |
| GP = Grand Prix; JGP = Junior Grand Prix; R = Ritirata |                |                |                |                |                |                |                |                |

## Risultati in dettaglio

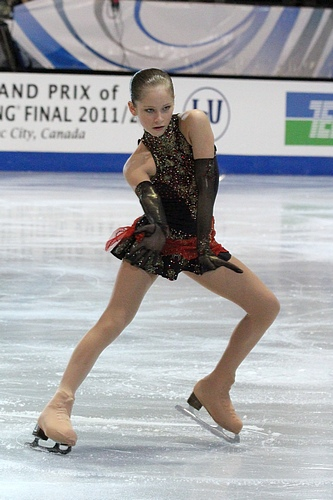
Lipnitskaya alla Finale Junior Grand Prix 2011–12

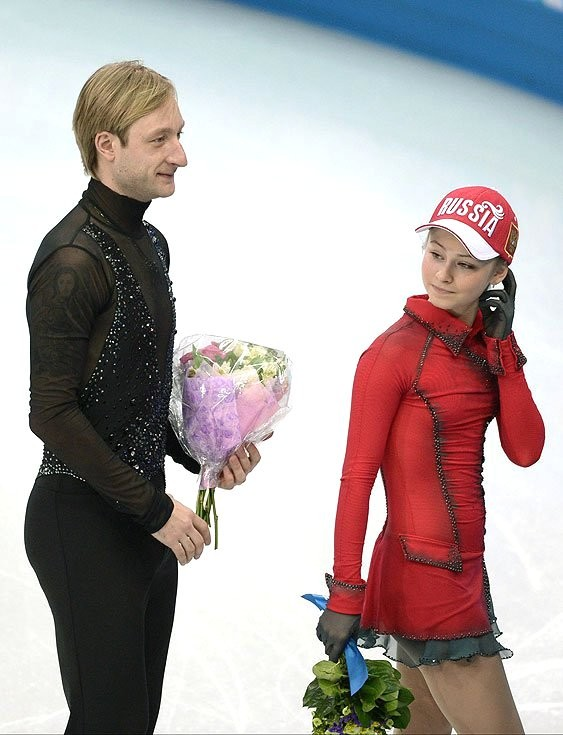
Julia Lipnitskaya alla gara a squadre delle Olimpiadi di Sochi del 2014 con Evgeni Plushenko.

| Stagione 2014-2015   | Stagione 2014-2015                               | Stagione 2014-2015 | Stagione 2014-2015 | Stagione 2014-2015 | Stagione 2014-2015 | Stagione 2014-2015 |
| Data                 | Evento                                           | Livello            | PC                 | PL                 | Totale             |                    |
| -------------------- | ------------------------------------------------ | ------------------ | ------------------ | ------------------ | ------------------ | ------------------ |
| 7-9 novembre 2014    | Cup of China 2014                                | Senior             | 1 69.56            | 4 104.01           | 2 173.57           |                    |
| Stagione 2013-2014   |                                                  |                    |                    |                    |                    |                    |
| Data                 | Evento                                           | Livello            | PC                 | PL                 | Totale             |                    |
| 24–30 marzo 2014     | Campionati mondiali 2014                         | Senior             | 3 74.54            | 2 132.96           | 2 207.50           |                    |
| 6–22 febbraio 2014   | Giochi olimpici invernali 2014 - Individuale     | Senior             | 5 65.23            | 6 135.34           | 5 200.57           |                    |
| 6–9 febbraio 2014    | Giochi olimpici invernali 2014 - Gara a squadre  | Senior             | 1 72.90            | 1 141.51           | 1                  |                    |
| 15–19 gennaio 2014   | Campionati europei di pattinaggio di figura 2014 | Senior             | 2 69.97            | 1 139.75           | 1 209.72           |                    |
| 24–26 dicembre 2013  | Campionati Russi                                 | Senior             | 2 70.32            | 1 140.49           | 2 210.81           |                    |
| 5–8 dicembre 2013    | Finale Grand Prix                                | Senior             | 4 66.62            | 2 125.45           | 2 192.07           |                    |
| 22–24 novembre 2013  | 2013 Rostelecom Cup                              | Senior             | 1 72.24            | 2 118.56           | 1 190.80           |                    |
| 25–27 ottobre 2013   | 2013 Skate Canada                                | Senior             | 2 66.89            | 1 131.34           | 1 198.23           |                    |
| 4–6 ottobre 2013     | 2013 Finlandia Trophy                            | Senior             | 1 65.49            | 1 125.82           | 1 191.31           |                    |
| Stagione 2012-2013   |                                                  |                    |                    |                    |                    |                    |
| Data                 | Evento                                           | Livello            | PC                 | PL                 | Totale             |                    |
| 2–3 March 2013       | 2013 World Junior Championships                  | Junior             | 4 53.86            | 2 111.81           | 2 165.67           |                    |
| 1–2 February 2013    | 2013 Russian Junior Championships                | Junior             | 3 67.03            | 6 111.53           | 5 178.56           |                    |
| 16–18 November 2012  | 2012 Trophée Eric Bompard                        | Senior             | 1 63.55            | 3 115.76           | 3 179.31           |                    |
| 2–4 November 2012    | 2012 Cup of China                                | Senior             | 1 63.06            | 2 114.86           | 2 177.92           |                    |
| 5–7 October 2012     | 2012 Finlandia Trophy                            | Senior             | 2 64.05            | 1 124.18           | 1 188.23           |                    |
| Stagione 2011-2012   |                                                  |                    |                    |                    |                    |                    |
| Data                 | Evento                                           | Livello            | PC                 | PL                 | Totale             |                    |
| 2–3 marzo 2012       | 2012 Campionato Mondiale Junior                  | Junior             | 1 63.09            | 1 123.96           | 1 187.05           |                    |
| 5–7 febbraio 2012    | 2012 Campionati Russi Junior                     | Junior             | 1 65.28            | 1 126.64           | 1 191.92           |                    |
| 25–29 dicembre 2011  | 2011 Campionati Russi                            | Senior             | 3 63.11            | 1 128.54           | 2 191.65           |                    |
| 8–11 dicembre 2011   | 2011–12 Junior Grand Prix Final                  | Junior             | 1 59.98            | 1 119.75           | 1 179.73           |                    |
| 6–8 ottobre 2011     | 2011 JGP Italy                                   | Junior             | 1 63.71            | 1 119.34           | 1 183.05           |                    |
| 15–17 settembre 2011 | 2011 JGP Poland                                  | Junior             | 1 60.37            | 1 112.14           | 1 172.51           |                    |
| Stagione 2010-2011   |                                                  |                    |                    |                    |                    |                    |
| Data                 | Evento                                           | Livello            | PC                 | PL                 | Totale             |                    |
| 26–29 dicembre 2010  | 2011 Campionati Russi                            | Senior             | 5 59.13            | 4 117.14           | 4 176.27           |                    |
| Stagione 2009-2010   |                                                  |                    |                    |                    |                    |                    |
| Data                 | Evento                                           | Livello            | PC                 | PL                 | Totale             |                    |
| 3–6 febbraio 2010    | 2010 Campionati Russi Junior                     | Junior             | 5 55.66            | 5 99.84            | 5 155.50           |                    |